# Presque sûrement
Ne doit pas être confondu avec les notions : Certitude, Quasi-certitude ou Possibilité et impossibilité.

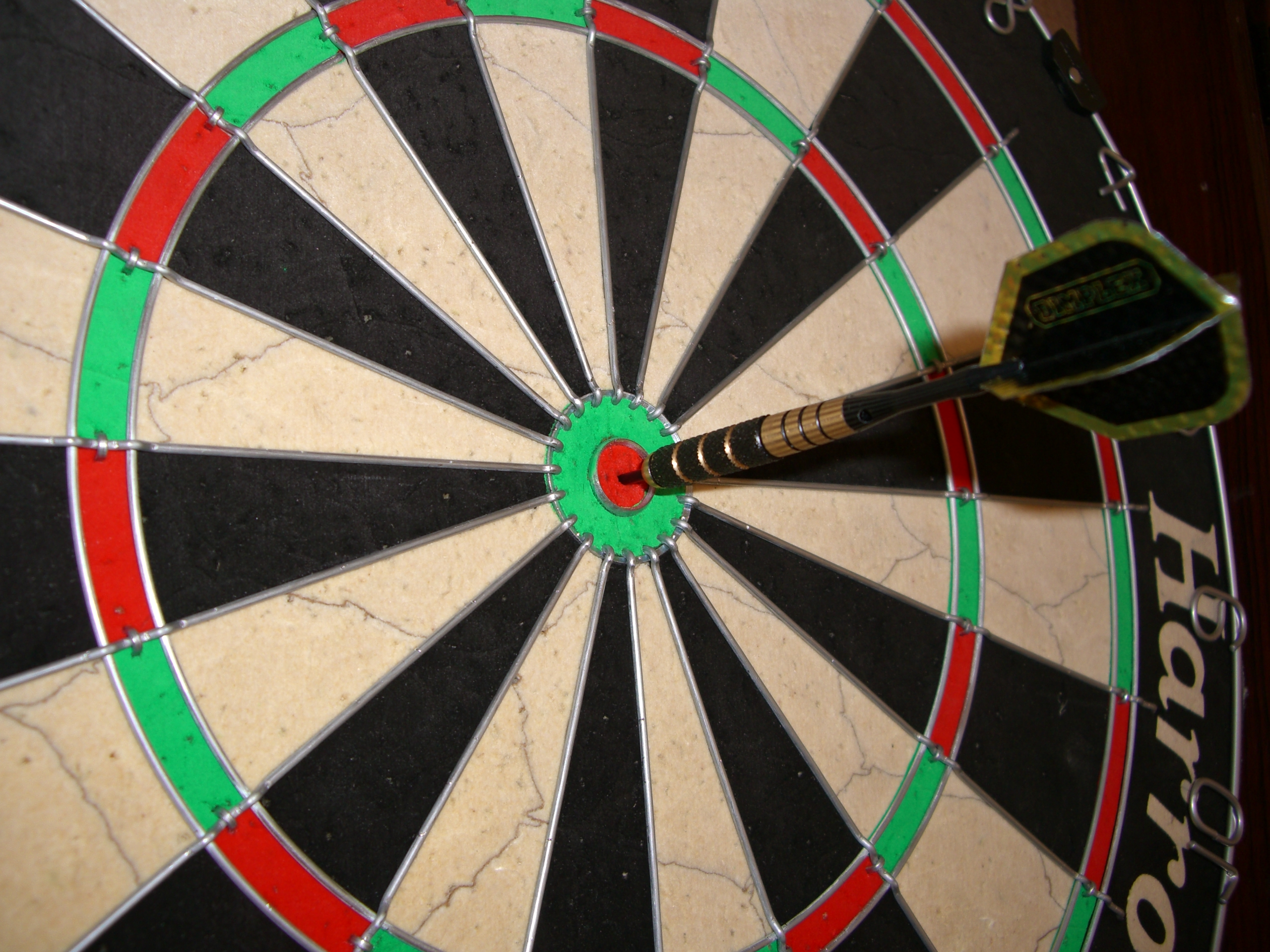
Illustration du concept : l'évènement où la fléchette atteint exactement le point central de la cible est de probabilité 0. Autrement dit, l'évènement où la fléchette n'atteint pas le point central de la cible est presque sûr.

En théorie des probabilités, un évènement est dit presque sûr s'il a une probabilité de un. En d'autres mots, l'ensemble des cas où l'évènement ne se réalise pas est de probabilité nulle. Le concept est précisément le même que celui de presque partout dans la théorie de la mesure. Dans les expériences de probabilité dans un univers fini, il n'y a pas de différence entre presque sûrement et certitude, mais la distinction devient plus importante quand l'univers des cas possibles est dans un ensemble infini non dénombrable.
Cette notion probabiliste n'a pas la même signification que le sens commun de la quasi-certitude, c'est-à-dire une probabilité proche de 1, ou de la certitude qui n'est pas scientifique.
La nouveauté de cette notion apparait avec l'axiomatique de Kolmogorov et permet d'étudier de propriétés nouvelles au début du XXe siècle telles que la version forte de la loi des grands nombres ou la continuité des trajectoires du mouvement brownien.

## Historique

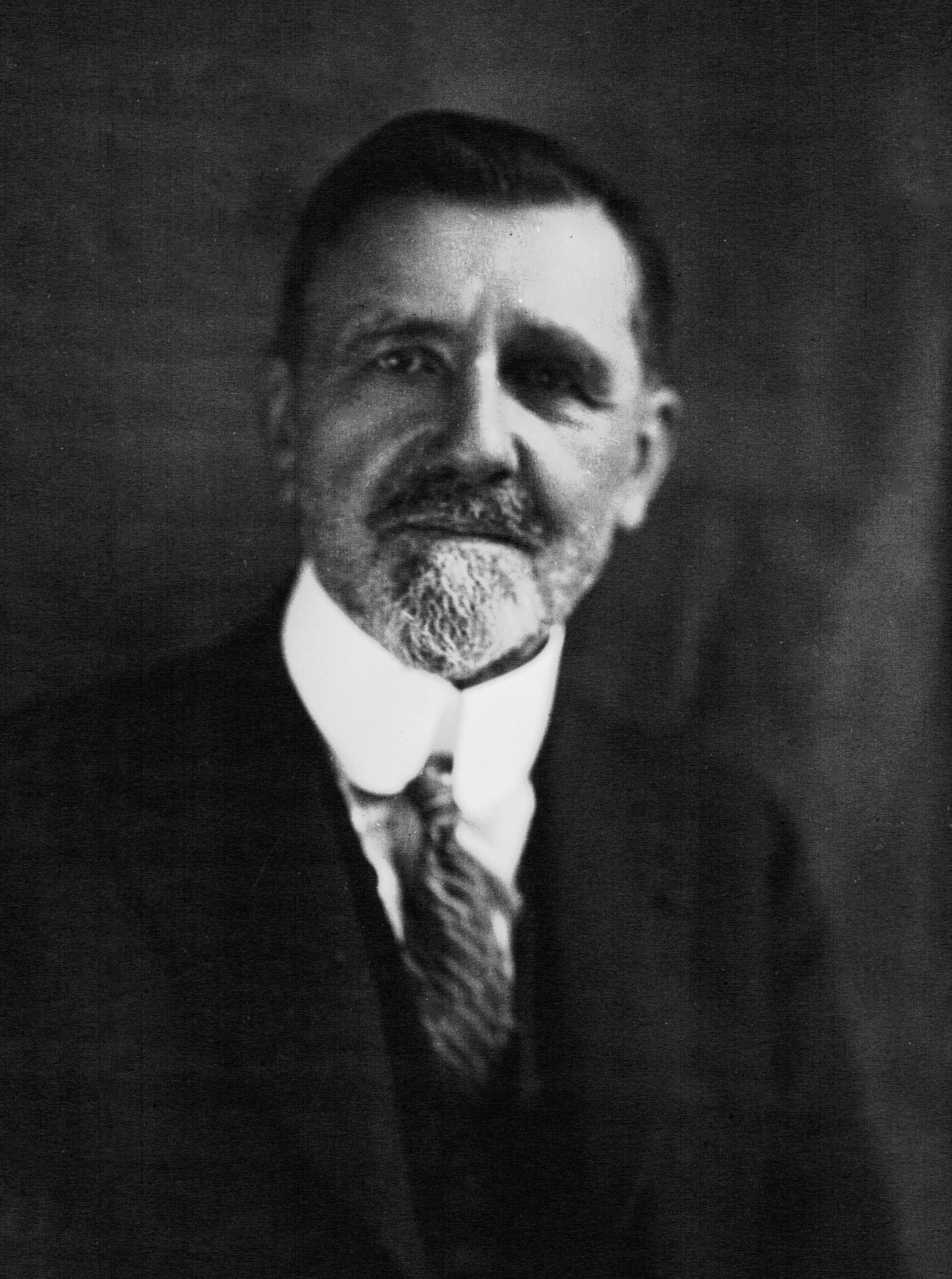
Émile Borel.

Le terme presque sûrement est utilisé en théorie des probabilités à la place du terme presque partout apparu au début du XXe siècle dans la théorie de l'intégration élaborée par Émile Borel et Henri-Léon Lebesgue. Les mathématiciens Frigyes Riesz et Michel Plancherel participent également à l'introduction de cette idée. À cette époque, les termes quasi certitude et certitude étaient utilisés.
Au début du XXe siècle, Émile Borel s'intéresse à l'étude de la structure de l'ensemble des nombres réels et notamment comment la mesurer. Il publie en 1903 un article, basé sur les raisonnements relatifs à la mesure des ensembles, dans lequel il justifie que des nombres irrationnels existent. En 1905 Borel publie son premier article probabiliste dans lequel il peut formuler mathématiquement des problèmes inexprimables jusqu'alors. Par exemple, savoir si un nombre tiré au hasard entre 0 et 1 est rationnel. C'est en 1908 que Borel énonce clairement le résultat : « la probabilité qu'un nombre pris au hasard soit rationnel est nulle ». Borel précise son propos, son résultat n'indique pas qu'il n'existe pas de nombre rationnel.

« Probabilité nulle ne devra pas être considérée comme l'équivalent d'impossibilité. [...] On ne doit pas confondre probabilité égale à un avec certitude, pas plus que l'on ne doit confondre probabilité égale à zéro avec impossibilité. »

La théorie des probabilités modernes et son axiomatique a été fondée par Andreï Kolmogorov et Paul Lévy. Entre 1925 et 1935, Kolmogorov démontre un grand nombre de théorèmes dont plusieurs utilisent la notion de presque sûre. En effet, son axiomatique permet d'étudier des événements qui concernent les convergences de variables aléatoires. Par exemple la loi forte des grands nombres ou la convergence des séries de variables aléatoires. Ses travaux touchent également des propriétés sur les processus de Markov ou plus généralement sur les processus stochastiques. Par exemple il démontre la continuité presque sûre des trajectoires du mouvement brownien.

## Définition intuitive
La notion de quasi certitude ou de presque sûrement est la même que celle de presque partout mais adaptée au langage de la théorie des probabilités. La notion contraire d'un ensemble presque sûr est un ensemble négligeable. La quasi certitude, ou la notion de presque sûr, est une propriété de la théorie des probabilités et n'a pas de lien avec d'autres termes proches tels que la certitude dans un sens plus physique ou la certitude dans un sens plus commun.
Lors d'une expérience aléatoire, l'ensemble des issues possibles est représenté par l'ensemble appelé univers. Si on souhaite évaluer certaines propriétés de cette expérience, on utilise les méthodes calculatoires de la théorie des probabilités. Le calcul des probabilités se fait grâce à une mesure de probabilité, en fonction du choix de cette mesure, certaines issues ne sont pas comptabilisées, elles sont dites négligeables. Une propriété est dite presque sûre ou quasi certaine si elle est vraie pour toutes les issues possibles sauf pour les issues négligeables, par rapport à la mesure de probabilité utilisée et dans ce cas la propriété considérée est de probabilité 1. 
Si l'ensemble des issues possibles est fini ou dénombrable, alors le seul ensemble presque sûr est l'univers ; cependant dans le cas d'un univers infini non dénombrable, des évènements possibles peuvent être de probabilité 0. Par exemple, on lance une fléchette au hasard vers une cible au sens où elle peut atteindre n'importe quelle zone de la cible avec une probabilité dépendant seulement de l'aire de la zone. Atteindre un point précis est possible mais de probabilité nulle.
Expliquons l'exemple historique présenté par Émile Borel au début du XXe siècle. Considérons l'ensemble des nombres réels séparés en deux catégories : les fractions (ou nombres rationnels) et ceux qui ne le sont pas (les nombres irrationnels). Chaque catégorie contient une infinité de valeurs mais une question peut se poser : quelle est la proportion de rationnels et d'irrationnels. L'ensemble des rationnels est dénombrable, c'est-à-dire que l'on peut les compter. Cependant l'ensemble des irrationnels n'est pas dénombrable. Ainsi la proportion d'irrationnels est plus grande. On peut mesurer ces deux ensembles grâce à la mesure de Lebesgue qui donne la grandeur intuitive d'un ensemble. Par exemple la mesure de l'intervalle [a , b] est b – a. Borel démontre que la mesure de Lebesgue des rationnels entre 0 et 1 est nulle (car l'ensemble est dénombrable) et la mesure de Lebesgue des irrationnels entre 0 et 1 est égale à 1. Ainsi si on choisit un nombre au hasard entre 0 et 1, presque sûrement il sera irrationnel.
Donnons une explication sur un autre exemple. Si on effectue des lancers successifs d'un dé parfaitement équilibré à six faces, alors presque sûrement, le nombre nécessaire pour la première apparition de la face numéro six est un nombre fini. C'est-à-dire que le fait d'obtenir une infinité de lancers sans jamais obtenir la face six est un événement négligeable : cet événement a pour probabilité zéro.

## Définition formelle
Si {\displaystyle (\Omega ,{\mathcal {F}},P)} est un espace probabilisé. On dit qu'un évènement {\displaystyle E\in {\mathcal {F}}} est presque sûrement vrai ou {\displaystyle \mathbb {P} }-presque sûrement vrai s'il est de probabilité 1 : {\displaystyle \mathbb {P} (E)=1}. En français, on note alors que E est vrai p.s. ou {\displaystyle \mathbb {P} }-p.s. et cette notion dépend du choix de la mesure de probabilité {\displaystyle \mathbb {P} }.
De manière plus précise, une propriété E est dite presque sûre si elle est vraie en dehors d'un ensemble négligeable, c'est-à-dire que Ω \ E = Ec est un ensemble négligeable. Dans le cas où Ec n'est pas dans la tribu {\displaystyle {\mathcal {F}}}, E est presque sûr si Ec est contenu dans un ensemble négligeable. En termes plus mathématiques, l'événement E = {ω ∈ Ω, E est réalisé}  est presque sûr s'il existe un ensemble mesurable {\displaystyle N\in {\mathcal {F}}} tel que
- {\displaystyle E^{c}=\{\omega \in \Omega ,E{\text{ n'est pas réalisé}}\}\subset N}
- {\displaystyle \mathbb {P} (N)=0}.

## Certitude et quasi-certitude
Historiquement le terme presque sûrement n'a pas été le premier à être utilisé pour désigner un évènement de probabilité 1. Les termes possible ou impossible, certain ou quasi-certain peuvent avoir des significations différentes.
Les études probabilistes d'avant Kolmogorov et Borel étaient centrées sur des calculs de probabilité avec un nombre fini d'états. Par exemple, tirer une boule dans une urne contenant des boules blanches et noires. Dans le cas où on pioche une boule dans une urne ne contenant que des boules blanches, on peut parler de certitude d'obtenir une boule blanche. Tous les évènements possibles ont alors une probabilité non nulle.
Mais dès la fin du XVIIe siècle, l'idée de faire des calculs de probabilité sur un grand nombre de cas possibles est présentée par Jacques Bernoulli. Il propose de trouver des évènements dont la probabilité est très proche de 1 et l'appelle une quasi-certitude. Par exemple, si l'urne contient 1 boule noire sur 100000 boules alors la probabilité de tirer une boule blanche est une quasi-certitude. C'est ici le sens commun du terme quasi-certitude qui désigne une probabilité très proche de 1.
La notion d'évènement presque sûr est apparue au début du XXe siècle avec les travaux de Borel notamment. À cette époque le début de la théorie des probabilités et l'axiomatique de Kolmogorov ont permis de modéliser des phénomènes aléatoires avec une infinité d'état que les probabilités d'avant ne pouvaient pas étudier,. Dans ces situations, certains évènements possibles peuvent être négligeables, c'est-à-dire de probabilité 0. Et inversement, certains évènements presque sûrs peuvent ne pas contenir certaines des issues possibles.

## Utilisations
Donnons ici plusieurs utilisations de la notion de quasi certitude en théorie des probabilités.

### Égalité presque sûre
Si on considère deux variables aléatoires X et Y dans un espace probabilisé {\displaystyle (\Omega ,{\mathcal {F}},P)}, on dit qu'elles sont presque sûrement égales si elles le sont sur toutes les issues non négligeables  :
{\displaystyle X\;{\stackrel {p.s.}{=}}\;Y\Longleftrightarrow \mathbb {P} \left(\{\omega \in \Omega \;;\;X(\omega )=Y(\omega )\}\right)=1}
L'égalité presque sûre entre variables aléatoires est ainsi une relation d'équivalence. c'est-à-dire que pour une variable aléatoire donnée, on peut considérer l'ensemble des variables aléatoires qui lui sont égales presque sûrement. Certains résultats s'appliquent sur ces classes d'équivalence plutôt que sur les variables elles-mêmes. C'est le cas de l'espérance : si {\displaystyle X\;{\stackrel {p.s.}{=}}\;Y} alors {\displaystyle \mathbb {E} (X)=\mathbb {E} (Y)}. Ainsi l'espace L¹ des variables aléatoires d'espérance finie peut être identifié à ce même espace modulo la relation d'équivalence {\displaystyle {\stackrel {p.s.}{=}}} et les variables aléatoires identifiées à leur classe d'équivalence.

### Paradoxe du singe savant

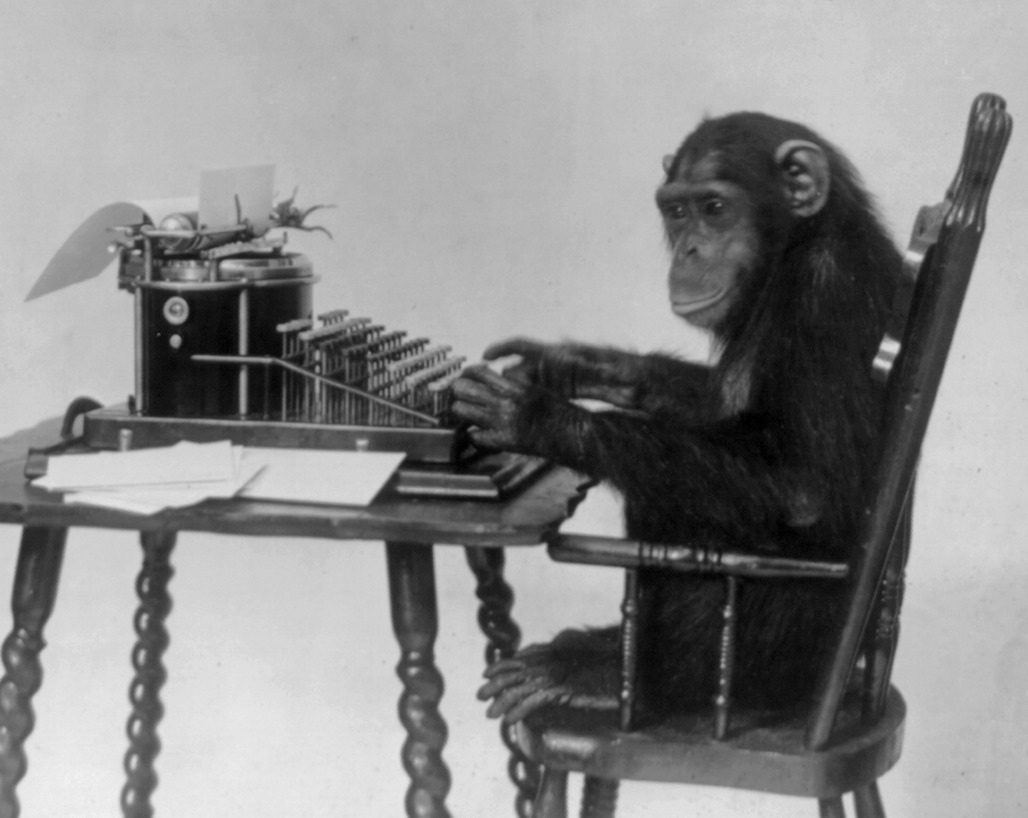
Un singe qui tape aléatoirement sur une machine à écrire.

Depuis le début de la réflexion sur les probabilités, les scientifiques se posent la question de comment mesurer le hasard. En 1913, Émile Borel propose l'idée de mesurer l'extrême rareté des cas exceptionnels. En tant qu'exemple il propose le paradoxe du singe savant qui présente le cas d'une situation presque sûrement vraie.
Le paradoxe peut s'énoncer sous la forme : concevons qu'un million de singes frappent au hasard sur les touches d'une machine à écrire pendant un an, la réunion des feuilles tapées contiendraient, presque sûrement, la totalité des livres de la bibliothèque nationale de France.
L'utilisation de beaucoup de singes et d'un temps long est une manière imagée de considérer une situation d'un texte infini aléatoire. Ce contexte impossible à réaliser et difficile à imaginer est la raison pour laquelle ce résultat s'appelle paradoxe. Cependant la démonstration de ce résultat peut se faire grâce à la théorie des probabilités, notamment par le théorème de Borel-Cantelli.

### Convergence presque sûre
Si on considère une suite de variables aléatoires {\displaystyle (X_{n})_{n\in \mathbb {N} }} et une variable aléatoire X toutes définies sur le même espace probabilisé {\displaystyle (\Omega ,{\mathcal {F}},P)}, on dit que la suite {\displaystyle (X_{n})_{n\in \mathbb {N} }} converge vers X presque sûrement si cette convergence est vraie sur toutes les issues non négligeables :
{\displaystyle \mathbb {P} \left(\{\omega \in \Omega \;;\;\lim _{n\rightarrow +\infty }X_{n}(\omega )=X(\omega )\}\right)=1}.
Cette convergence se note {\displaystyle X_{n}{\stackrel {p.s.}{\underset {n\rightarrow \infty }{\longrightarrow }}}X}.
La convergence presque sûre est la plus forte des convergences de variables aléatoires au sens où si une suite de variables aléatoires converge presque sûrement alors cette suite converge en probabilité et en loi. La convergence presque sûre est présente dans beaucoup de résultats importants de la théorie des probabilité, c'est le cas du lemme de Borel-Cantelli ou de la loi forte des grands nombres dont l'énoncé est
{\displaystyle {\dfrac {1}{n}}\sum _{k=1}^{n}X_{k}{\stackrel {p.s.}{\underset {n\rightarrow \infty }{\longrightarrow }}}\mathbb {E} (X_{1})} où les variables aléatoires {\displaystyle (X_{k})_{k\geq 1}} sont iid.

### Mouvement brownien
Depuis le début de l'axiomatique de la théorie des probabilité modernes au début du XXe siècle, les propriétés presque sûres des processus stochastiques ont pu être étudiées. Un des processus les plus connus est le mouvement brownien que l'on notera B(t,ω) avec t ≥ 0 la variable temps et ω ∈ Ω pour chaque réalisation de ce processus aléatoire. 
Le mouvement brownien {\displaystyle t\mapsto B(t,\omega )} est p.s. continu. Autrement dit pour presque toute réalisation ω, {\displaystyle t\mapsto B(t,\omega )} est continu. Il est p.s. nulle part dérivable.
La loi du logarithme itéré énonce qu'en presque tout point t, {\displaystyle \displaystyle {\underset {t\rightarrow +\infty }{\lim \sup }}{\frac {B(t,\omega )}{\sqrt {2t\log \log t}}}=1} p.s.